# Telemóveis
A Telemóveis (magyarul: Mobiltelefonok) Conan Osíris portugál énekes dala, amellyel Portugáliát képviselte a 2019-es Eurovíziós Dalfesztiválon, Tel-Avivban.

## Eurovíziós Dalfesztivál
A dal a 2019. március 8-án rendezett portugál nemzeti döntőben, a Festival da Canção-ban nyerte el az indulás jogát, ahol a zsűri és a nézői szavazatok együttese alakította ki a végeredményt.
Az Eurovíziós Dalfesztiválon a dalt a május 14-én megrendezett első elődöntőben adta elő fellépési sorrend szerint tizenötödikként az Észtországot képviselő Victor Crone Storm című dala után és a Görögországot képviselő Katerine Duska Better Love című dala előtt. Az elődöntőben a nézői szavazatok és a nemzetközi zsűrik pontjai alapján nem került be a dal a május 18-i döntőbe. Összesítésben 51 ponttal a 15. helyen végzett, a telefonos szavazás során Franciaország és Spanyolország közönségétől maximális pontot kapott.
A következő portugál induló Elisa Medo de sentir című dala volt a 2023-as Eurovíziós Dalfesztiválon.

## Külső hivatkozások
- Dalszöveg
- A dal előadása a portugál nemzeti döntőben. YouTube-videó, Eurovision Song Contest, 2019. március 8.